# Can Baiona (Maçanet de la Selva)
Can Baiona és una casa de Maçanet de la Selva (Selva) inclosa a l'Inventari del Patrimoni Arquitectònic de Catalunya.

## Descripció
Edifici estructurat en tres plantes: la planta baixa, conté dues simples obertures rectangulars, de les quals no hi ha cap element o tret distintiu a recalcar. En el primer pis, l'únic element singular, no només del primer pis, sinó de tota la façana, és aquesta minúscula obertura rectangular, constituïda amb muntants de pedra – els quals han estat coberts per l'aparell arrebossat- i l'únic tret que denota o delata que aquesta obertura ha rebut un tractament especial o particular, és el treball de l'ampit de la finestra. El segon pis és projectat com a golfes i està cobert per una teulada a dues vessants. Finalment, cal esmentar que en la part posterior de l'edifici trobem un pati de petites dimensions.